# Всероссийский научно-исследовательский институт экспериментальной физики
Российский федеральный ядерный центр — Всероссийский научно-исследовательский институт экспериментальной физики (сокр. РФЯЦ — ВНИИЭФ) — российское государственное научное и производственное предприятие, входящее в состав госкорпорации «Росатом». Расположен в ЗАТО Саров. Основное направление деятельности — разработка и производство ядерных боеприпасов.
В состав РФЯЦ-ВНИИЭФ входят несколько институтов: теоретической и математической физики, экспериментальной газодинамики и физики взрыва, ядерной и радиационной физики, лазерно-физических исследований, научно-технический центр высоких плотностей энергии, а также конструкторские бюро и тематические центры, объединённые общим научным и административным руководством. ВНИИЭФ возглавлял советскую программу по проведению ядерных взрывов в мирных целях.
У института имеется собственный аэродром для приёма специальных (в том числе правительственных) авиарейсов. На базе ВНИИЭФ работает Музей ядерного оружия.
С 2022 года, из-за вторжения России на Украину, предприятие находится под санкциями всех стран Евросоюза, Великобритании, США, Канады и Японии.

## История
11 февраля 1943 года было принято постановление Государственного комитета обороны о начале работ по созданию атомной бомбы. Общее руководство было возложено на заместителя председателя ГКО Лаврентия Берию, который, в свою очередь, назначил главой атомного проекта Игоря Курчатова (его назначение было подписано 10 марта). Информация, поступавшая по каналам разведки, облегчила и ускорила работу советских учёных.
С конца 1945 года был начат поиск места для размещения секретного объекта, который позже будет назван КБ-11. По воспоминаниям академика Юлия Харитона, место для будущего института искали тщательно: оно должно было находиться на отдалении от городов, поскольку там требовалось испытывать различные взрывающиеся конструкции с тем, чтоб активный материал — плутониевые сферы — обжимались и при объединении превышали критическую массу. Перепробовав множество точек, физики набрели на вполне удовлетворившее их место в бывшем Саровском монастыре неподалёку от Арзамаса, на границе с Мордовским заповедником. На территории монастыря был завод № 550, выпускавший миномётные снаряды, орудия и другие типы оружия, за стеной монастыря на сотни квадратных километров простирался заповедный лес, где можно было незаметно проводить испытательные взрывы.
Борис Львович Ванников поручил обследовать завод, и 1 апреля 1946 года посёлок Саров был выбран как место расположения первого советского ядерного центра, впоследствии прославившегося как Арзамас-16.
9 апреля 1946 года было принято постановление Совета Министров СССР № 805-327сс о создании КБ-11 при Лаборатории № 2 АН СССР (с 1949 года — Лаборатории измерительных приборов АН СССР). Начальником КБ-11 по предложению Харитона был назначен Павел Михайлович Зернов, а сам Харитон — главным конструктором.
Строительство КБ-11 на базе завода № 550 в посёлке Саров возлагалось на Главпромстрой Народного комиссариата внутренних дел СССР. Для проведения всех строительных работ была создана специальная строительная организация — Стройуправление № 880 НКВД СССР. С апреля 1946 года весь личный состав завода № 550 был зачислен рабочими и служащими Стройуправления № 880. Помимо вольнонаёмных работников основной контингент составляли заключённые. На 1.07.1947 года численность заключённых в составе ИТЛ при СУ-880 составляла 10 098 человек из них: 9044 мужчины и 1054 женщины.
В феврале 1947 года постановлением Совета Министров СССР КБ-11 было отнесено к особо режимным предприятиям с превращением его территории в закрытую режимную зону. Посёлок Саров был изъят из административного подчинения Мордовской АССР и исключён из всех учётных материалов.
Научно-исследовательские лаборатории и конструкторские подразделения КБ-11 начали разворачивать свою деятельность непосредственно в Сарове весной 1947 года. Параллельно создавались первые производственные цеха опытных заводов № 1 и № 2.
3 марта 1949 года Совет Министров СССР принял постановление № 863—327сс/оп о строительстве первого в СССР завода по промышленному производству атомных бомб в составе КБ-11 в 1949—1950 годах.
6 июня 1950 года КБ-11 было передано из Лаборатории измерительных приборов АН СССР в непосредственное ведение Первого главного управления при Совете Министров СССР, на базе которого, в свою очередь, 1 июля 1953 года было образовано Министерство среднего машиностроения СССР.
К концу 1951 года опытным производством и серийным заводом № 551, вступившим в действие во втором полугодии 1951 года (завод № 3 КБ-11), было изготовлено 29 атомных бомб РДС-1. Хранение атомных бомб производилось также на территории КБ-11 в специально возведённом подземном железобетонном складе-хранилище.
В 1967 году КБ-11 было преобразовано во Всесоюзный научно-исследовательский институт экспериментальной физики, вошедший в структуру Министерства среднего машиностроения СССР.
С февраля 1992 года — Российский федеральный ядерный центр — Всероссийский научно-исследовательский институт экспериментальной физики (РФЯЦ-ВНИИЭФ). Является федеральным государственным унитарным предприятием ядерно-оружейного комплекса Государственной корпорации по атомной энергии «Росатом» (ГК «Росатом»).

## Лазерная техника
УФЛ-2М — лазерная установка для экспериментов по управляемому термоядерному синтезу с инерциальным удержанием плазмы, также она необходима для исследования свойств вещества в экстремальных состояниях — при сверхвысоких давлениях и температурах.
Запланированная мощность энергии УФЛ-2М на выходе составляет 4,6 МДж, на мишени — 2,8 МДж (УФЛ-2М станет рекордсменом среди введённых и планируемых к строительству лазерных систем — к термоядерной мишени будет подводиться в полтора раза больше импульсной энергии, чем на американской лазерной установке NIF).
Пересвет — комплекс российского лазерного оружия.

## Суперкомпьютер
9 марта 2011 года в РФЯЦ-ВНИИЭФ официально введён в эксплуатацию суперкомпьютер — самый мощный на тот момент суперкомпьютер в России.
К 2018—2020 годам планировалось увеличить мощность суперкомпьютера до 1 эксафлопс.

## Сотрудники

### Директора
- 1946—1951 — Зернов, Павел Михайлович
- 1951—1955 — Александров, Анатолий Сергеевич
- 1955—1974 — Музруков, Борис Глебович
- 1974—1978 — Рябев, Лев Дмитриевич
- 1978—1987 — Негин, Евгений Аркадьевич
- 1987—1996 — Белугин, Владимир Александрович
- 1996—2008 — Илькаев, Радий Иванович
- с 2008 года — Костюков, Валентин Ефимович.

### Научные руководители
- Харитон, Юлий Борисович (1952—1992)
- Михайлов, Виктор Никитович (1993—2008)
- Илькаев, Радий Иванович (2008—2016)
- Соловьёв, Вячеслав Петрович (с 2017)

### Начальники отделов
- Андреев, Ярослав Николаевич — отдел научно-технической информации

По данным на март 2005 года в Ядерном центре работало около 24 тысяч человек, из них более 44 % — женщины. Во ВНИИЭФ — 527 кандидатов наук, из них 36 женщин. Из 102 докторов наук — три женщины[значимость факта?]: Галина Владимировна Долголева, Вера Владимировна Рассказова, и Людмила Валентиновна Фомичёва.

## В литературе и искусстве
- Герой повести Сиратори Каору «Однажды, в давние времена…» уезжает по распределению после мехмата МГУ работать в Арзамас-16.